# أوليغ بارادا
أوليغ بارادا (بالروسية: Парада, Олег)‏ (5 فبراير 1969 في روسيا - ) هو لاعب كرة قدم روسي في مركز الهجوم. لعب مع نادي كوبان كراسنودار وFC Chernomorets Novorossiysk ‏ وFC Vityaz Krymsk ‏ وFC Volgodonsk ‏ وFC Niva Slavyansk-na-Kubani ‏.

## وصلات خارجية
- أوليغ بارادا على موقع قاعدة بيانات كرة القدم.إي يو (الإنجليزية)